# Cratere Varahamihira
Varahamihira è un cratere sulla superficie di Marte.